# Murdannia pauciflora
Murdannia pauciflora är en himmelsblomsväxtart som först beskrevs av Gerhard Brückner, och fick sitt nu gällande namn av Gerhard Brückner. Murdannia pauciflora ingår i släktet Murdannia och familjen himmelsblomsväxter. IUCN kategoriserar arten globalt som livskraftig. Inga underarter finns listade.